# Micaria sociabilis
Micaria sociabilis är en spindelart som beskrevs av Kulczynski 1897. Micaria sociabilis ingår i släktet Micaria och familjen plattbuksspindlar. Inga underarter finns listade i Catalogue of Life.